# Cicely Mary Barker
Pour les articles homonymes, voir Barker.
Cicely Mary Barker, née le 28 juin 1895 et morte le 16 février 1973, est une illustratrice britannique connue pour ses illustrations de fées et de fleurs. Son éducation artistique commence dès l'enfance avec des cours par correspondance. Ses premières œuvres professionnelles sont des cartes de vœux et des illustrations dans des magazines pour enfants, et son premier recueil, Flower Fairies of the Spring, est publié en 1923. D'autres livres du même type sortent dans les décennies suivantes.
Barker est une ardente anglicane, et donne sa collection à des œuvres de bienfaisance chrétiennes et à des missions. Elle produit quelques livres d'illustrations sur le thème du christianisme, comme The Children’s Book of Hymns, et, en collaboration avec sa sœur Dorothy, He Leadeth Me. Elle réalise un vitrail pour l'église de Saint Edmund à Pitlake, et sa peinture de l'enfant Jésus, The Darling of the World Has Come, est achetée par la reine Mary.
Elle utilise indifféremment la peinture à l'eau et à l'huile, l'encre ou les pastels. Kate Greenaway et les préraphaélistes sont ses principales influences. Elle affirme peindre à l'instinct, et rejette la théorie de l'art. Cicely Mary Barker meurt en 1973. Malgré la publication de ses livres de Flower Fairies sur les thèmes du printemps, de l'été et de l'automne, ce n'est qu'en 1985 que ses travaux relatifs à l'hiver sont assemblés et publiés.

## Biographie

### Enfance
Cicely Mary Barker est la seconde fille et dernier enfant de Walter Barker, un artiste amateur travaillant dans une société de fourniture de graines, et Mary Eleanor (Oswald) Barker. Elle naît le 28 juin 1895 au 66 Waddon Road, à Croydon dans le Surrey, en Angleterre. Elle souffre d'épilepsie, et est gardée à la maison par ses parents ; plus tard, c'est son unique sœur Dorothy, plus âgée de deux ans, qui s'occupe d'elle.
La famille fait partie de la classe moyenne supérieure, et engage une nourrice, une gouvernante, puis un cuisinier pour s'occuper de Cicely. Elle passe beaucoup de temps au lit, avec des livres de peinture, dont des œuvres de Kate Greenaway et Randolph Caldecott, deux artistes qui l'influencent énormément.

### Éducation artistique et première œuvre professionnelle
Barker prend des cours d'arts par correspondance, probablement jusqu'en 1919. En 1908, à 13 ans, elle suit des cours du soir à l'école d'arts de Croydon, et y participe jusque dans les années 1940 en tant que professeur.
En 1911, la société d'édition Raphael Tuck & Sons achète quatre « petits dessins » de Cicely pour un demi souverain et les publie sous forme de carte de vœux. En octobre 1911, elle remporte le second prix lors de la compétition d'illustration de la Société d'Arts de Croydon, et est rapidement élue plus jeune membre de la Société. Le critique artistique du journal Croydon Advertiser estime que « ses dessins montrent un remarquable esprit de liberté. Elle a assurément un grand avenir ».
Après la mort de son père en 1912, Cicely, âgée de 17 ans, envoie ses œuvres et ses poèmes au magazine My Magazine, Child’s Own, Leading Strings et à Raphael Tuck, afin de subvenir aux besoins de sa mère et sa sœur. Dorothy devient institutrice de maternelle dans deux écoles privées avant d'ouvrir une maternelle dans la maison familiale. Elle rapporte de l'argent tout en s'occupant de la maison.

### 1923:Flower Fairies of the Spring
Au début du XXe siècle, les fées deviennent un thème populaire dans l'art et la littérature, avec les publications de The Coming of the Fairies d'Arthur Conan Doyle, Peter Pan de J.M. Barrie, ainsi que les œuvres sur ce thème par l'australienne Ida Rentoul Outhwaite. La reine Mary participe à cette popularisation en envoyant des cartes de vœux dessinées par Outhwaite pendant les années 1920. En 1918, Barker crée une série de cartes sur les elfes et les fées,.
En 1923, elle envoie ses peintures de « fées-fleurs » à divers éditeurs. Blackie paie 25 £ pour 24 peintures, ainsi que quelques poèmes, mais ce n'est qu'à la publication de Flower Fairies of the Summer, en 1925, que Barker reçoit des royalties pour son travail. Mary Violet Clayton Calthrop, l'épouse de l'écrivain Dion Clayton Calthrop, écrit en avril 1925, à propos de Cicely Mary Barker et de son Flower Fairies of the Spring : « Elle a un goût si exquis, en plus d'un vrai sens artistique ».

### The Waldrons
En 1924, la famille déménage dans une maison victorienne de trois étages, en partie mitoyenne, au 23 de la rue The Waldrons. Cicely se fait construire un studio dans le jardin, et sa sœur organise une classe de maternelle dans une salle à l'arrière de la maison. La famille vit pauvrement et participe à la vie religieuse, à la fois à St Edmund et à St Andrew, à Croydon, deux églises pour les moins privilégiés. Cicely intègre parfois les portraits de ses compagnons de prière dans ses œuvres religieuses. Elle est décrite par le chanoine Ingram Hill comme « un des piliers » de St Andrew.
Cicely prend les enfants de la maternelle pour modèle pour ses peintures de « fleurs-fées » jusqu'à la fermeture de la classe en 1940. Dans une interview en 1958, Barker dit que « [sa] sœur dirigeait une maternelle et j'avais l'habitude de prendre ses élèves pour modèle. Pendant plusieurs années, j'étais entourée d'enfants ; je n'ai jamais oublié cette atmosphère. ». Elle peint aussi d'autres enfants, comme Gladys Tidy, la jeune femme de ménage de la famille, qui pose pour Primrose Fairy en 1923. Les peintures de fleurs sont reproduites à partir des vrais végétaux, et si un spécimen n'est pas à portée de sa main, le personnel des Jardins de Kew le lui procure. Barker réalise des costumes de « fées-fleurs », en se basant sur une plante particulière pour chacun. Elle réalise ensuite une peinture du costume. Ils sont gardés dans un coffre dans son studio avec les ailes, faites de baguettes et de gaze, avant d'être désassemblés et réutilisés pour d'autres costumes. Elle s'inspire souvent du Costume Anglais de Dion Clayton Calthrop.

### Des années 1920 aux années 1950
À la fin des années 1920, Barker trouve qu'elle n'en fait pas assez pour l'église et pense s'y consacrer totalement. Sa famille et ses amis lui recommandent pourtant de continuer à la fois des travaux personnels et son travail pour l'église, ce qu'elle fait.
Elle continue à assister aux cours du soir à l'école d'art de Croydon entre les années 1920 et les années 1940, finissant par être nommée professeur. Elle part à Amberley et Storrington dans le Sussex pour dessiner, ainsi qu'à Cornouailles sur la côte avec sa famille et ses amis. Elle reste quelque temps avec l'artiste Margaret Tarrant à Gomshall, et avec sa famille en Cornouailles.
En 1940, leur domestique, qui vivait avec elles, prend sa retraite, et Dorothy ferme l'école à l'arrière de la maison. Elle continue à s'occuper de sa mère, de sa sœur et de la maison. Dorothy ne collabore avec sa sœur que pour deux livres : Our Darling's First Book et He Leadeth Me, sur un thème chrétien. En 1954, Dorothy meurt d'une attaque cardiaque. Cicely doit désormais s'occuper de sa mère et ne parvient pas à peindre comme avant. Elle réussit cependant à commencer un vitrail dédié à sa sœur dans l'église St Edmund.

### Dernières années
La mère de Cicely meurt en 1960, et en 1961, elle déménage du 23, The Waldrons, au 6 avenue Duppas, toujours à Croydon. Elle restaure une maisonnette à Storrington, dans le Sussex, que lui a léguée son amie Edith Major. Elle s'y installe, la renommant « St Andrew's », mais sa santé commence à se détériorer. Elle fait des allers-retours dans des maisons de convalescence, et ses amis prennent soin d'elle.
Cicely Mary Barker meurt le 16 février 1973 à l'hôpital de Worthing, à l'âge de 77 ans. Deux cérémonies funéraires sont organisées : une à l'église de Storrington et une dans sa maisonnette. Ses cendres sont répandues dans le cimetière de Storrington.

## Art
Cicely Mary Barker travaillait principalement à l'aquarelle et à l'encre, mais utilisait aussi le noir-et-blanc, la peinture à l'huile et les pastels. Elle avait toujours un carnet à croquis avec elle pour dessiner les enfants. Elle indiqua une fois qu'« [elle] peignait toujours à l'instinct, de la manière dont les choses me viennent naturellement, sans réelle réflexion ni attention aux théories artistiques ».
Les dessins d'enfants de Kate Greenaway étaient ses préférés lorsqu'elle était petite, ils ont une influence sur son art. Les dessins d'enfants de Barker portent des vêtements nostalgiques comme ceux de Greenaway, bien que ceux de Barker aient une apparence moins mélancoliques et plus réels, probablement grâce aux avancées technologiques en imprimerie. Elle étudie les fleurs avec un regard analytique, et se lie d'amitié avec l'illustratrice pour enfants Margaret Tarrant.
Les préraphaélites ont une influence forte sur toute la carrière de Barker. Elle explique : « Je suis énormément influencée par eux ; pas dans l'aspect technique, mais dans le choix du sujet et dans l'atmosphère et le ressenti avec lesquels je réalise mes œuvres. » Elle reconnait une passion pour les premières peintures de John Everett Millais et les « choses merveilleuses » d'Edward Burne-Jones. D'après Pierre Dubois, par la précision de son trait et sa finesse d'exécution, son œuvre fait songer à celle de grands peintres botanistes tels Basilius Besler, Johann W. Weinmann ou P.J. Redouté.

### Dessins d'enfants
Les croquis, dessins et peintures d'enfants de Barker sont offerts à des amis ou aux parents des sujets, donnés à des institutions caritatives et à des évènements soutenus par l'Église, ou montrées à travers diverses organisations artistiques. Elle illustre les couvertures de magazines et de livres, et produit des séries de cartes postales pour Raphael Tuck et d'autres éditeurs comme Picturesque Children of the Allies (1915), Seaside Holidays (1918),  et Shakespeare's Boy and Girl Characters (1917, 1920). Elle écrit entre autres Old Rhymes for All Times (1928) et The Lord of the Rushie River (1938), l'histoire d'une fille qui vit parmi les cygnes sur les berges d'une rivière, reçus positivement par la critique. Groundsel and Necklaces (1943), dont l'histoire se déroule vers 1800, raconte comment une fille appelée Jenny sauve sa famille de la pauvreté grâce à l'aide des fées. Elle croise M. Petercoo, un personnage très proche d'Ebenezer Scrooge de Dickens. Simon the Swan, prévu comme une suite de Rushie River, est ébauché en 1943 en même temps que Groundsel, mais n'est développé qu'en 1953. Il est publié à titre posthume en 1988, mais est considéré comme moins réussi que Groundsel par la critique.

### Œuvres chrétiennes
Barker est une ardente chrétienne, et réalise des travaux religieux tout au long de sa vie. Elle publie huit cartes postales et cinq cartes d'anniversaires « ange-gardien » pour la Society for Promoting Christian Knowledge, respectivement en 1916 et en 1923. Des cartes de Noël sont dessinées pour la Girls' Friendly Society pendant une vingtaine d'années, et les premières sont vendues à 46 500 exemplaires en 1923. Le dessin original appelé The Darling of the World Has Come est acheté 5,5 £ par la reine Mary en 1926. La Croydon Art Society présente la couverture du livre pour la Society for the Propagation of the Gospel à son exposition de novembre 1919.
Elle écrit des livres sur des thèmes religieux, comme The Children's Book of Hymns (1929) et He Leadeth Me (1933), ce dernier étant réalisé en collaboration avec sa sœur. Elle réalise aussi une peinture en triptyque, The Feeding of the Five Thousand (1929), pour la chapelle de Llandaff House, une maison pour femmes en détresse à Penarth au Pays de Galles. En 1941, elle termine des peintures sur les sept sacrements pour l'autel des baptêmes de St Andrew's. Elle réalise aussi des fresques pour le mur derrière l'autel en 1948 et en 1962. En 1946, elle réalise une peinture à l'huile d'1,2 m par 2,1 m, Out of Great Tribulation, pour la Memorial Chapel de l'église méthodiste de Norbury. Après la mort de sa sœur en 1954, Barker commence à faire des esquisses pour un vitrail représentant le Christ se préparant à laver les pieds de ses disciples. Ce dernier travail en rapport avec la religion est installé à St Edmund's en 1962.

## Postérité
En 1989, l'éditeur Frederick Warne & Co, appartenant à Penguin Books, acquiert les droits des œuvres de Barker. Les rééditions de ses œuvres sont très nombreuses. L'œuvre de Cicely Mary Barker est « célébrée dans le monde entier » et connait toujours une énorme popularité au début du XXIe siècle, mais demeure « étrangement méconnue en France ». C'est la raison pour laquelle l'elficologue Pierre Dubois a publié en 2004 un ouvrage célébrant l'ensemble de son œuvre, Le Jardin féerique de Mary Cicely Barker, chez Hoëbeke.

## Œuvres

### Cartes
- Picturesque Children of the Allies; J. Salmon, 1916
- National Mission; Society for the Presevation of Christian Knowledge, 1916
- Shakespeare's Boy Characters; C.W. Faulkner, 1917
- Shakespeare's Girl Characters; C.W. Faulkner, 1920
- Seaside Holiday; J. Salmon, 1918, 1921
- Elves and Fairies; S. Harvey, 1918
- Guardian Angel; Society for the Presevation of Christian Knowledge, 1923
- Cartes de Noël; Girls' Friendly Society, années 1920 et 1930
- Cartes de Noël pour les États-Unis; Barton-Colton, années 1920 et 1930
- Beautiful Bible Pictures; Blackie, 1932

### Livres
- Flower Fairies of the Spring; Blackie, 1923
- Spring Songs with Music; Blackie, 1923
- Flower Fairies of the Summer; Blackie, 1925
- Child Thoughts in Picture and Verse (by M.K. Westcott); Blackie, 1925
- Flower Fairies of the Autumn; Blackie, 1926
- Summer Songs with Music; Blackie, 1926
- The Book of the Flower Fairies; Blackie, 1927
- Autumn Songs with Music; Blackie, 1927
- Old Rhymes for All Times; Blackie, 1928
- The Children’s Book of Hymns; Blackie, 1929; rep. 1933
- Our Darling’s First Book (en collaboration avec Dorothy Barker); Blackie, 1929
- The Little Picture Hymn Book; Blackie, 1933
- Rhymes New and Old; Blackie, 1933
- A Flower Fairy Alphabet; Blackie, 1934
- A Little Book of Old Rhymes; Blackie, 1936
- He Leadeth Me (en collaboration avec Dorothy Barker); Blackie, 1936
- A Little Book of Rhymes New and Old; Blackie, 1937
- The Lord of the Rushie River; Blackie, 1938
- Flower Fairies of the Trees; Blackie, 1940
- When Spring Came In at the Window; Blackie, 1942
- A Child’s Garden of Verses (Robert Louis Stevenson); Blackie, 1944
- Flower Fairies of the Garden; Blackie, 1944
- Groundsel and Necklaces; Blackie, 1946; réimprimé sous le nom de Fairy Necklaces
- Flower Fairies of the Wayside; Blackie, 1948
- Flower Fairies of the Flowers and Trees; Blackie, 1950
- Lively Stories; Macmillan, 1954
- The Flower Fairy Picture Book; Blackie, 1955
- Lively Numbers; Macmillan, 1957
- Lively Words; Macmillan, 1961.
- The Sand, the Sea and the Sun; Gibson, 1970

#### À titre posthume
- Flower Fairies of the Winter; Blackie, 1985
- Simon the Swan; Blackie, 1988
- Flower Fairies of the Seasons; Bedrick/Blackie, 1988
- A Little Book of Prayers and Hymns; Frederick Warne, 1994
- A Flower Fairies Treasury; Frederick Warne, 1997

### Couvertures de livres
- A New Epiphany; Society for the Preservation of Christian Knowledge, 1919
- 43 Annuals; Blackie, 1920s, 1930s

### Travaux religieux
- St. Cecily's Garden; 1920
- Fresques pour berceau; St. Edmund's, Pitlake, 1922
- Dessin de bannière, St. Mary's, Sanderstead, 1923
- The Feeding of the Five Thousand; reproductions de triptyques, chapelle de Penarth, 1929
- The Parable of the Great Supper; triptyque, chapelle St. George's, Waddon
- The Seven Sacraments; panneaux pour baptême, St. Andrew's, Croydon
- St. John the Baptist; bannière principale, Abesford church, 1943
- Écriture, épée et bouclier, en-tête pour une liste d'hommes et de femmes servant pour les Forces, St. Andrews, Croydon, 1943
- Fresques de baptême; St. Andrews, Croydon, 1948, 1962
- Police de caractère pour l'église St Andrew's, South Croydon
- Out of Great Tribulation; Memorial Chapel, Église méthodiste de Norbury, 1948
- I Am Among You As He That Serveth; vitrail, St. Edmund's, Pitlake, 1962